# Wyhadówka
Wyhadówka (ukr. Вигодівка) – wieś na Ukrainie, w  obwodzie iwanofrankiwskim, w rejonie dolińskim.